# 코케티시 정체 중
〈코케티시 정체 중〉(コケティッシュ渋滞中 코케팃슈쥬타이츄[*])은 SKE48의 17번째 싱글이다.

## 개요
전작 〈12월의 캥거루〉로부터 약 3개월 만의 싱글이다.
캐치프레이즈는, 〈홈에 가까워지는 전차가 너의 머리를 춤추게 한다〉.

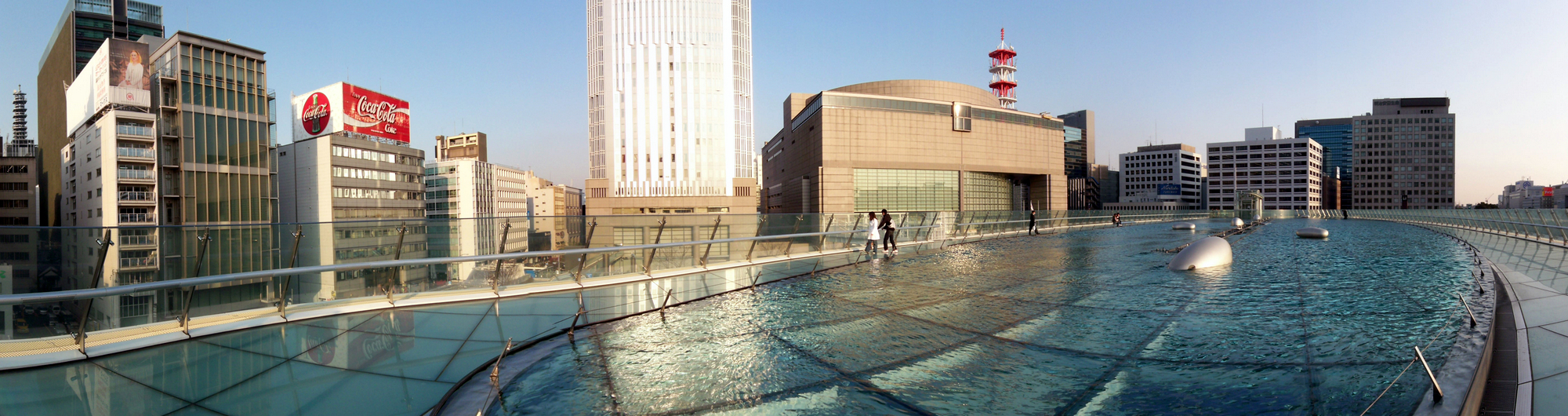
MV에 등장하는 오아시스 21의 〈물의 우주선〉

## 수록곡

### TYPE-A
자켓 사진 (초회 한정반 표지):마츠이 쥬리나
자켓 사진 (통상반 표지):스다 아카리·타니 마리카·마츠무라 카오리·미야자와 사에
CD
1. コケティッシュ渋滞中 / 코케티시 정체 중
(작사: 아키모토 야스시 / 작곡: 후지노 타카후미 / 편곡: 사사키 히로시)
2. DIRTY - Team S
(작사: 아키모토 야스시 / 작곡·편곡: 와카타베 마코토)
3. 僕は知っている / 난 알고 있어 - DOCUMENTARY of SKE48
(작사: 아키모토 야스시 / 작곡·편곡: 이타가키 유스케)
4. コケティッシュ渋滞中 off vocal
5. DIRTY off vocal
6. 僕は知っている off vocal

DVD
1. コケティッシュ渋滞中 Music Video
2. DIRTY Music Video
3. 특전 영상 〈SKE48 팬 악수회 시뮬레이션〉

### TYPE-B
자켓 사진 (초회 한정반 표지):마츠이 레나
자켓 사진 (통상반 표지):아즈마 리온·오오야 마사나·미야마에 아미
CD
1. コケティッシュ渋滞中 / 코케티시 정체 중
2. 今夜はJoin us! / 오늘 밤은 Join us! - Team KII
(작사: 아키모토 야스시 / 작곡·편곡: 이치카와 유이치)
3. 僕は知っている / 난 알고 있어 - DOCUMENTARY of SKE48
4. コケティッシュ渋滞中 off vocal
5. 今夜はJoin us! off vocal
6. 僕は知っている off vocal

DVD
1. コケティッシュ渋滞中 Music Video
2. 今夜はJoin us! Music Video
3. 특전 영상 〈SKE48의 신 대응 측정 presented by BS 후지〉

### TYPE-C
자켓 사진 (초회 한정반 표지):키타가와 료하·후루하타 나오
자켓 사진 (통상반 표지):오오바 미나·키모토 카논·시바타 아야·후타무라 하루카
CD
1. コケティッシュ渋滞中 / 코케티시 정체 중
2. 音を消したテレビ / 소리를 끈 텔레비전 - Team E
(작사: 아키모토 야스시 / 작곡·편곡: 사사키 히로시)
3. 僕は知っている / 난 알고 있어 - DOCUMENTARY of SKE48
4. コケティッシュ渋滞中 off vocal
5. 音を消したテレビ off vocal
6. 僕は知っている off vocal

DVD
1. コケティッシュ渋滞中 Music Video
2. 音を消したテレビ Music Video
3. 특전 영상 〈SKE48 연구생의 무사 수행~아이스 스케이트 편~〉

### TYPE-D
자켓 사진 (초회 한정반 표지):사토 스미레·소다 사리나·타카야나기 아카네
자켓 사진 (통상반 표지):이소하라 쿄카·에고 유나·고도 사키
CD
1. コケティッシュ渋滞中 / 코케티시 정체 중
2. 桜、覚えていてくれ / 벚꽃, 기억해줘 - 사토 미에코·나카니시 유카·후루카와 아이리
(작사: 아키모토 야스시 / 작곡·편곡: 이토 신타로)
3. 僕は知っている / 난 알고 있어 - DOCUMENTARY of SKE48
4. コケティッシュ渋滞中 off vocal
5. 桜、覚えていてくれ off vocal
6. 僕は知っている off vocal

DVD
1. コケティッシュ渋滞中 Music Video
2. 桜、覚えていてくれ Music Video
3. 특전 영상 〈졸업 documentary 동료의 시~이별의 옆 얼굴~〉

### 극장반
자켓 사진 (표지):〈코케티시 정체 중〉 선발 멤버 21명
CD
1. コケティッシュ渋滞中 / 코케티시 정체 중
2. 夜の教科書 / 밤의 교과서 - 셀렉션 17 “AKB49~연애 금지 조례~”
(작사: 아키모토 야스시 / 작곡·편곡: 사사키 히로시)
3. 僕は知っている / 난 알고 있어 - DOCUMENTARY of SKE48
4. SKE48 17th Single Medley
5. コケティッシュ渋滞中 off vocal
6. 夜の教科書 off vocal
7. 僕は知っている off vocal

## 선발 멤버

### 코케티시 정체 중
(센터:마츠이 쥬리나, 마츠이 레나)
- 아즈마 리온, 이소하라 쿄카, 에고 유나, 오오바 미나, 오오야 마사나, 키타가와 료하, 키모토 카논, 코도 사키, 사토 스미레, 시바타 아야, 소다 사리나, 타카야나기 아카네, 타니 마리카, 후타무라 하루카, 후루하타 나오, 마츠이 쥬리나, 마츠이 레나, 마츠무라 카오리, 미야자와 사에, 미야마에 아미

### DIRTY
〈Team S〉 명의
(센터:마츠이 쥬리나)
- 아즈마 리온, 이누즈카 아사나, 오오야 마사나, 키타가와 료하, 고토 리사코, 사토 미에코, 타케우치 마이, 타나카 나츠미, 츠즈키 리카, 나카니시 유카, 노구치 유메, 후타무라 하루카, 마츠이 쥬리나, 마츠모토 치카코, 미야자와 사에, 미야마에 아미, 야카타 미키, 야마우치 스즈란

### 난 알고 있어
〈DOCUMENTARY of SKE48〉 명의
- 아비루 리호, 이시다 안나, 이소하라 쿄카, 우치야마 미코토, 우메모토 마도카, 에고 유나, 오오야 마사나, 카토 루미, 키타가와 료하, 키모토 카논, 고토 리사코, 코바야시 아미, 사이토 마키코, 사토 미에코, 시바타 아야, 스다 아카리, 타카야나기 아카네, 나카니시 유카, 후타무라 하루카, 후루카와 아이리, 후루하타 나오, 마츠이 쥬리나, 마츠이 레나, 마츠무라 카오리, 미야자와 사에, 미야마에 아미, 야카타 미키

### 오늘 밤은 Join us!
〈Team KII〉 명의
(센터:타카야나기 아카네, 후루하타 나오)
- 아비루 리호, 아라이 유키, 이시다 안나, 우치야마 미코토, 에고 유나, 오오바 미나, 키타노 루카, 코도 사키, 소다 사리나, 타카기 유마나, 타카츠카 나츠키, 타카야나기 아카네, 히다카 유즈키, 후루카와 아이리, 후루하타 나오, 미즈노 호노카, 야마시타 유카리

### 소리를 끈 텔레비전
〈Team E〉 명의
(센터:마츠이 레나)
- 이소하라 쿄카, 이치노 나루미, 우메모토 마도카, 카토 루미, 키모토 카논, 쿠마자키 하루카, 코이시 쿠미코, 코바야시 아미, 사이토 마키코, 사카이 메이, 사토 스미레, 시바타 아야, 스다 아카리, 타카테라 사나, 타니 마리카, 후쿠시 나오, 마츠이 레나

### 벚꽃, 기억해줘
(센터:나카니시 유카)
- 사토 미에코, 나카니시 유카, 후루카와 아이리

### 밤의 교과서
〈셀렉션 17 “AKB49~연애 금지 조례~”〉 명의
(센터:후루하타 나오)
- 아즈마 리온, 우메모토 마도카, 오오바 미나, 카토 루미, 키타가와 료하, 쿠마자키 하루카, 코도 사키, 사카이 메이, 사토 스미레, 타카야나기 아카네, 히다카 유즈키, 후타무라 하루카, 후루하타 나오, 미야마에 아미, 야카타 미키, 야마우치 스즈란, 야마다 쥬나